# آلبر پرژان
آلبر پرژان (فرانسوی: Albert Préjean‎؛ ۲۷ اکتبر ۱۸۹۴ – ۱ نوامبر ۱۹۷۹) هنرپیشه اهل فرانسه بود.
از فیلم‌هایی که وی در آن نقش داشته است می‌توان به زیر بام‌های پاریس، ترانه یک دریانورد و پسری از آمریکا اشاره کرد.

## جوایز
وی برنده جوایزی همچون لژیون دونور (شوالیه) شده‌است.